# Monumento a Cuba
El Monumento a Cuba es una escultura de arte público ubicada en el Parque del Retiro de Madrid (España), compuesta por una fuente que rodea un grupo escultórico coronado por una alegoría de Cuba, representada por una mujer. 

## Historia y descripción
Las primeras ideas de su construcción se retrotraen al menos a 1928, bajo el auspicio de Miguel Primo de Rivera., se crea concurso nacional para la construcción de un monumento homenaje a Cuba por suscripción popular. Se declara ganador el proyecto presentado por el escultor palentino Braulio Moro Lanchares al cual se homenajea en la capital palentina en noviembre de 1928 y se aprueba en sesión plenaria en el ayuntamiento de Madrid, el doce de noviembre de 1928. El monumento 'cubano' de El Retiro tardó 20 años en inaugurarse, al concurrir diversas circunstancias. El Ayuntamiento de Madrid aprobó la erección de un monumento en homenaje a Cuba en 1929.El director de los trabajos fue Mariano Benlliure, quién contó con la ayuda de Miguel Blay, Francisco Asorey y Juan Cristóbal para los elementos escultóricos. Los trabajos principalmente tuvieron lugar entre 1929 y 1930. El proyecto original incluyó una escultura de bronce del presidente cubano Gerardo Machado, pero con el retraso en la inauguración del monumento, nunca fue añadido al conjunto.
El elemento principal del monumento es una alegoría femenina de Cuba, vestida con una túnica y un gorro frigio, diseñado por Blay. El pedestal muestra las figuras de Cristóbal Colón (por Asorey), Isabel I de Castilla (por Juan Cristóbal), así como el escudo de Cuba. El conjunto está ornamentado por iguanas, tortugas y frutas tropicales de bronce, (por Benlliure). Las esculturas de los animales contienen las tuberías que alimenta de agua a la fuente.

Luego de un largo retraso relacionado con vicisitudes políticas en ambos países —que incluyeron la renuncia de Primo de Rivera (1930), la proclamación de la Segunda República en España (1931) y el derrocamiento de Machado en Cuba (1933)—, el monumento fue finalmente inaugurado más de dos décadas después de su conclusión, el 27 de octubre de 1952, con ocasión del 460º aniversario del descubrimiento de la isla de Cuba durante el primer viaje de Colón. A la ceremonia asistió José Finat y Escrivá de Romaní (Alcalde de Madrid), Alberto Martín Artajo (Ministro de Asuntos Exteriores), Mariano Vidal Tolosana (responsable para asuntos americanos dentro del Ministerio de Asuntos Exteriores), los embajadores de Cuba en España (Antonio Iraizoz) y de España en Cuba (Juan Pablo de Lojendio), entre otros.

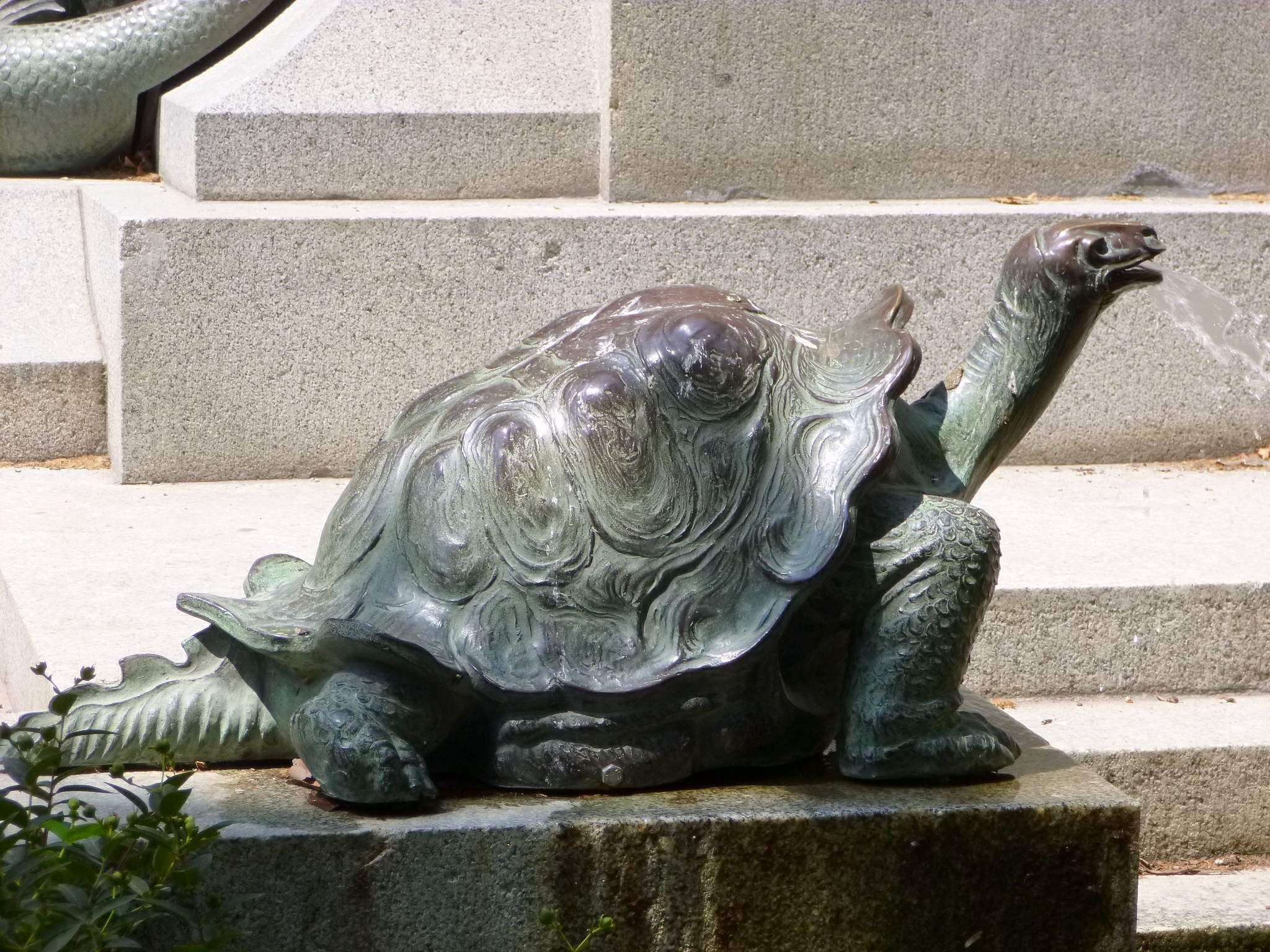
Tortuga
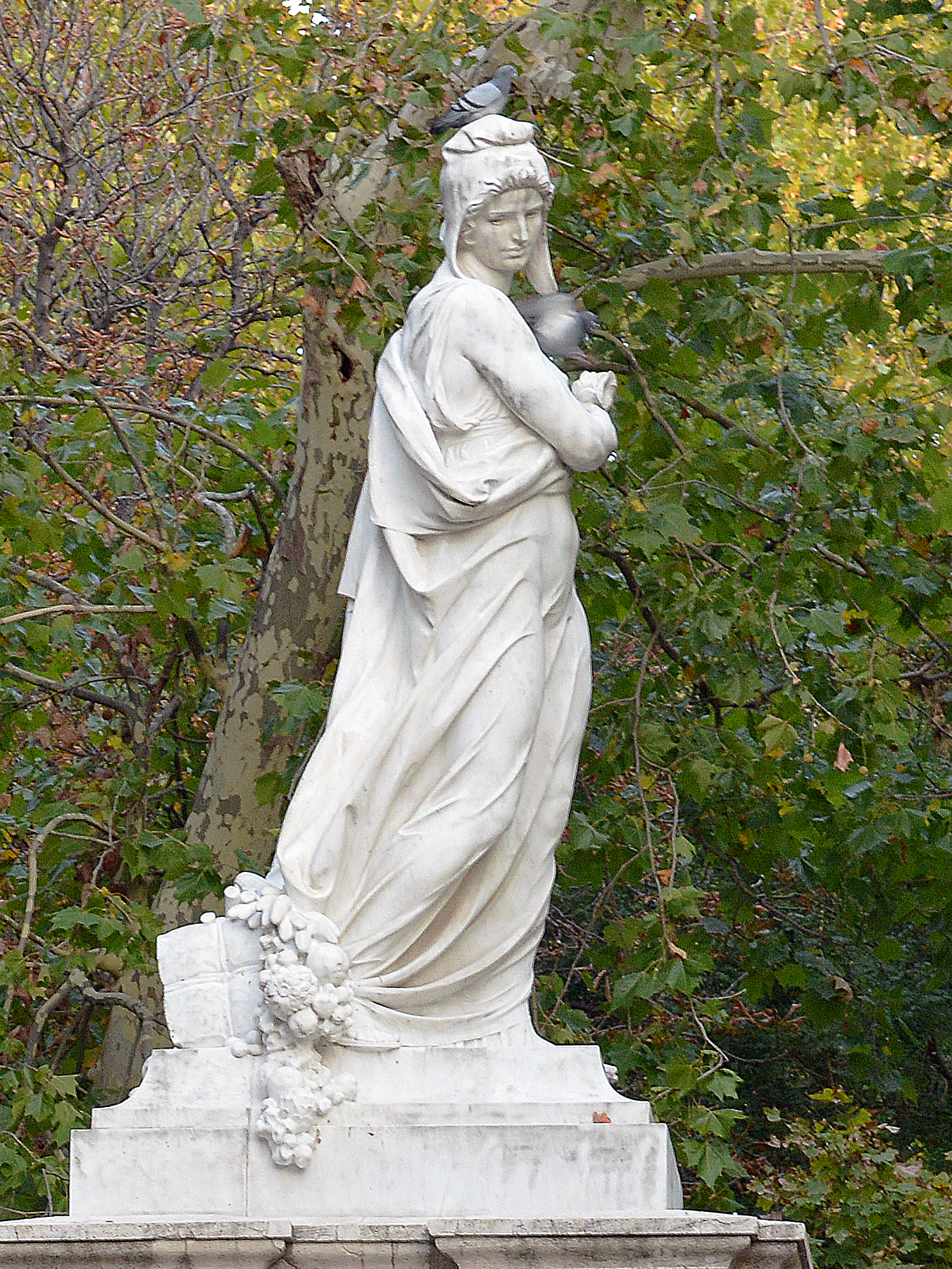
Alegoría a Cuba
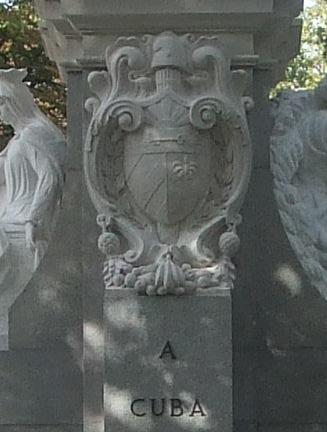
Escudo de Cuba
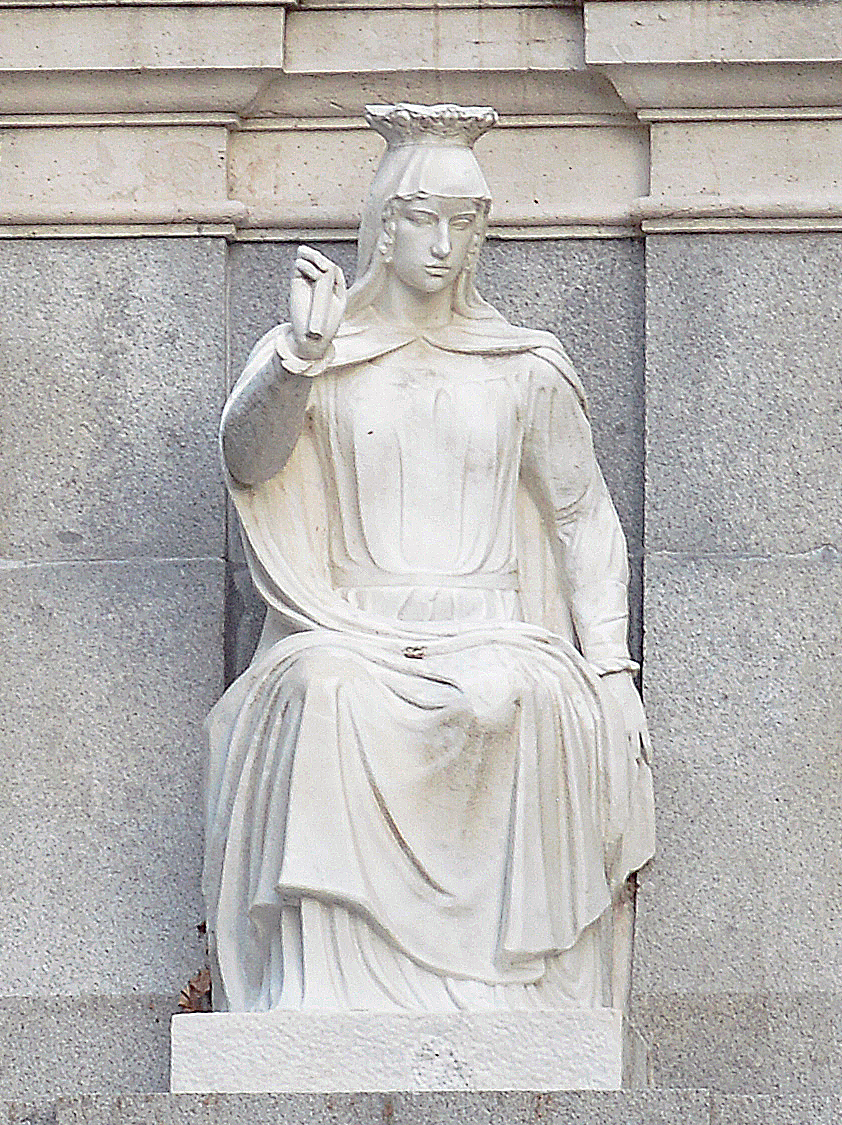
Isabel I
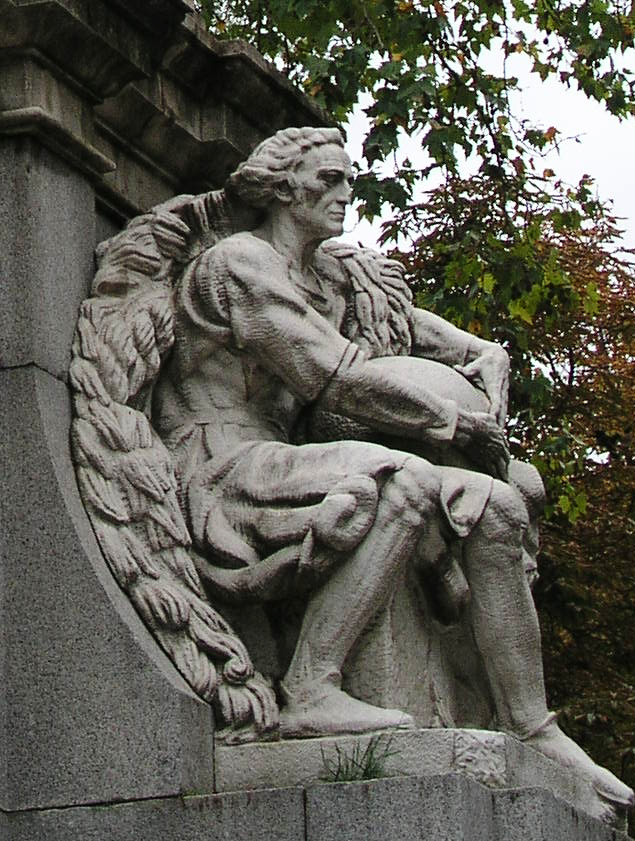
Colón
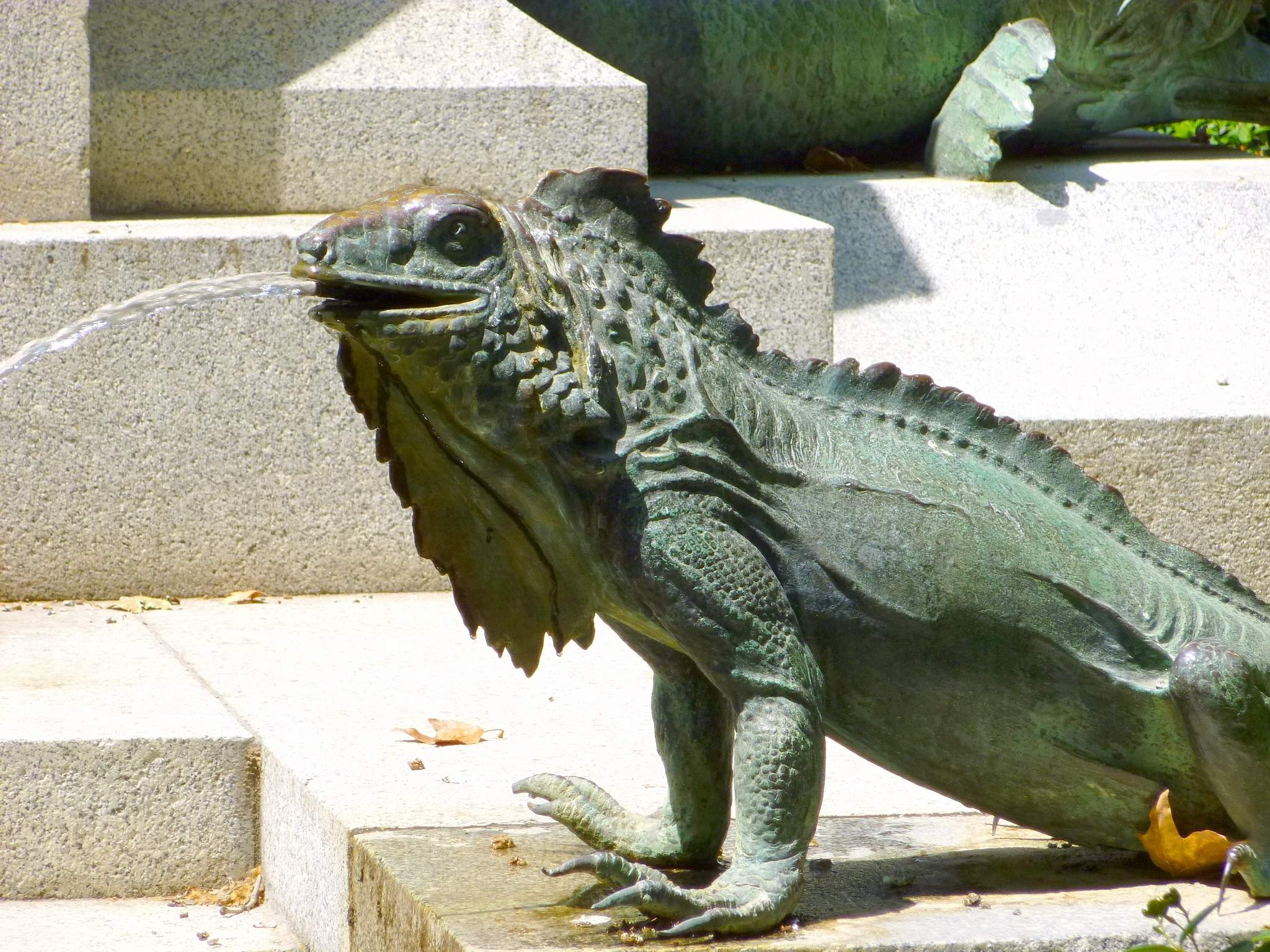
Iguana